# Kolarstwo na Letnich Igrzyskach Olimpijskich 1904 – 1/3 mili
Wyścig na 1/3 mili był jedną konkurencji kolarskich na Letnich Igrzyskach Olimpijskich 1904. Wyścigi zostały rozegrane w dniach 4–5 sierpnia 1904 r.
W zawodach uczestniczyło 10 kolarzy. Wszyscy pochodzili ze Stanów Zjednoczonych.

## Wyniki

### Runda 1
Dwóch najlepszych zawodników z każdego wyścigu eliminacyjnego awansowało do półfinału.
| Miejsce | Zawodnik         | Państwo           | Czas | Uwagi |
| ------- | ---------------- | ----------------- | ---- | ----- |
| 1.      | Charles Schlee   | Stany Zjednoczone |      | QS    |
| 2.      | Teddy Billington | Stany Zjednoczone |      | QS    |

| Miejsce | Zawodnik     | Państwo           | Czas | Uwagi |
| ------- | ------------ | ----------------- | ---- | ----- |
| 1.      | Oscar Goerke | Stany Zjednoczone |      | QS    |
| 2.      | Fred Grinham | Stany Zjednoczone |      | QS    |

| Miejsce | Zawodnik | Państwo           | Czas | Uwagi |
| ------- | -------- | ----------------- | ---- | ----- |
| 1.      | b.d      | Stany Zjednoczone |      | QS    |
| 2.      | b.d      | Stany Zjednoczone |      | QS    |
| 3.      | b.d      | Stany Zjednoczone |      | QS    |

| Miejsce | Zawodnik | Państwo           | Czas | Uwagi |
| ------- | -------- | ----------------- | ---- | ----- |
| 1.      | b.d      | Stany Zjednoczone |      | QS    |
| 2.      | b.d      | Stany Zjednoczone |      | QS    |
| 3.      | b.d      | Stany Zjednoczone |      | QS    |

### Półfinały
Dwóch najlepszych zawodników z każdego półfinału awansowało do finału
| Miejsce | Zawodnik         | Państwo           | Czas | Uwagi |
| ------- | ---------------- | ----------------- | ---- | ----- |
| 1.      | Teddy Billington | Stany Zjednoczone | 50,2 | QF    |
| 2.      | Charles Schlee   | Stany Zjednoczone |      | QF    |
| 3. - 4. | Oscar Goerke     | Stany Zjednoczone |      | [ 2 ] |
| 3. - 4. | Fred Grinham     | Stany Zjednoczone |      | [ 2 ] |

| Miejsce | Zawodnik       | Państwo           | Czas | Uwagi |
| ------- | -------------- | ----------------- | ---- | ----- |
| 1.      | Marcus Hurley  | Stany Zjednoczone | 44,2 | QF    |
| 2.      | Burton Downing | Stany Zjednoczone |      | QF    |
| 3. - 4. | b.d            | Stany Zjednoczone |      |       |
| 3. - 4. | b.d            | Stany Zjednoczone |      |       |

### Finał
| Miejsce | Zawodnik         | Państwo           | Czas | Uwagi |
| ------- | ---------------- | ----------------- | ---- | ----- |
|         | Marcus Hurley    | Stany Zjednoczone | 43,8 |       |
|         | Burton Downing   | Stany Zjednoczone |      |       |
|         | Teddy Billington | Stany Zjednoczone |      |       |
| 4.      | Charles Schlee   | Stany Zjednoczone |      |       |